# 드미트리 노소프
드미트리 유리예비치 노소프(러시아어: Дми́трий Ю́рьевич Но́сов, 1980년 4월 9일~)는 러시아의 유도 선수이다. 2004년 하계 올림픽 남자 하프미들급에서 동메달을 획득했다.